# 笹本幸夫
笹本 幸夫（ささもと さちお、1910年（明治43年）3月27日 - 1987年（昭和62年）2月3日）は、日本の元歌手、声優。本名同じ。

## 経歴
1910年（明治43年）3月27日、大阪府の生まれ。パーロホンレコードやショーチクレコードにて様々な流行歌、民謡を数多く吹き込む。1933年（昭和8年）、パーロホンで吹き込んだ『道頓堀シャンソン』がヒットする。1934年（昭和9年）にはニュー太陽レコードにて、ビクターの東京音頭と対抗した『東京甚句』を吹き込んだ。
1945年（昭和20年）頃まで歌手活動を行っていた。
戦後は声優として活躍していた。1987年（昭和62年）2月3日、脳卒中のため死去。享年76。

## 代表曲
- 『思ひ出』（1932年、パーロホン）
- 『八丈島バストラル』（1932年、パーロホン）
- 『武藤太平太の唄』（1932年、パーロホン）
- 『道頓堀シャンソン』（1933年、パーロホン）
- 『かへらぬ恋』（1933年、パーロホン）
- 『想ひの月』（1933年、パーロホン）
- 『東京甚句』（1933年、ショーチク）共唱:柳橋夢香
- 『大阪甚句』（1933年、ショーチク）共唱:柳橋夢香
- 『東京甚句』（1934年、ニュー太陽）共唱:小丸勝太郎
- 『歩兵第七連隊軍旗の歌』（1943年、ビクタフォン）

## 出演作品

### テレビアニメ
1963年
- エイトマン

1967年
- 黄金バット